# Combat de Cienfuegos
Guerre hispano-américaine
Batailles
Théatre atlantique :

Cuba :
- Cardenas (1re)
- Cardenas (2e) (en)
- Cardenas (3e)
- Cienfuegos (1re)
- USS Merrimac
- Baie de Guantanamo (en)
- Fort Toro
- Cienfuegos (2e) (en)
- Las Guasimas
- Manzanillo (1re) (en)
- Tayacoba (en)
- Aguadores (en)
- El Caney
- San Juan
- Manzanillo (2e) (en)
- Aguacate
- Santiago de Cuba (1re)
- Santiago de Cuba (2e)
- Manzanillo (3e) (en)
- Baie de Nipe (en)
- Manimani (en)
- Manzanillo (4e) (en)

Porto Rico :
- Campagne de Porto Rico (en)
- San Juan de Porto-Rico

Théatre pacifique :

Philippines :
- Baie de Manille
- Santa Cruz (en)
- Baler
- Manille (en)

Guam :
- Capture de Guam (en)

Le combat de Cienfuegos est une escarmouche de la Guerre hispano-américaine. Elle fait partie des actions américaines destinées à resserrer le blocus de Cuba.

## Contexte

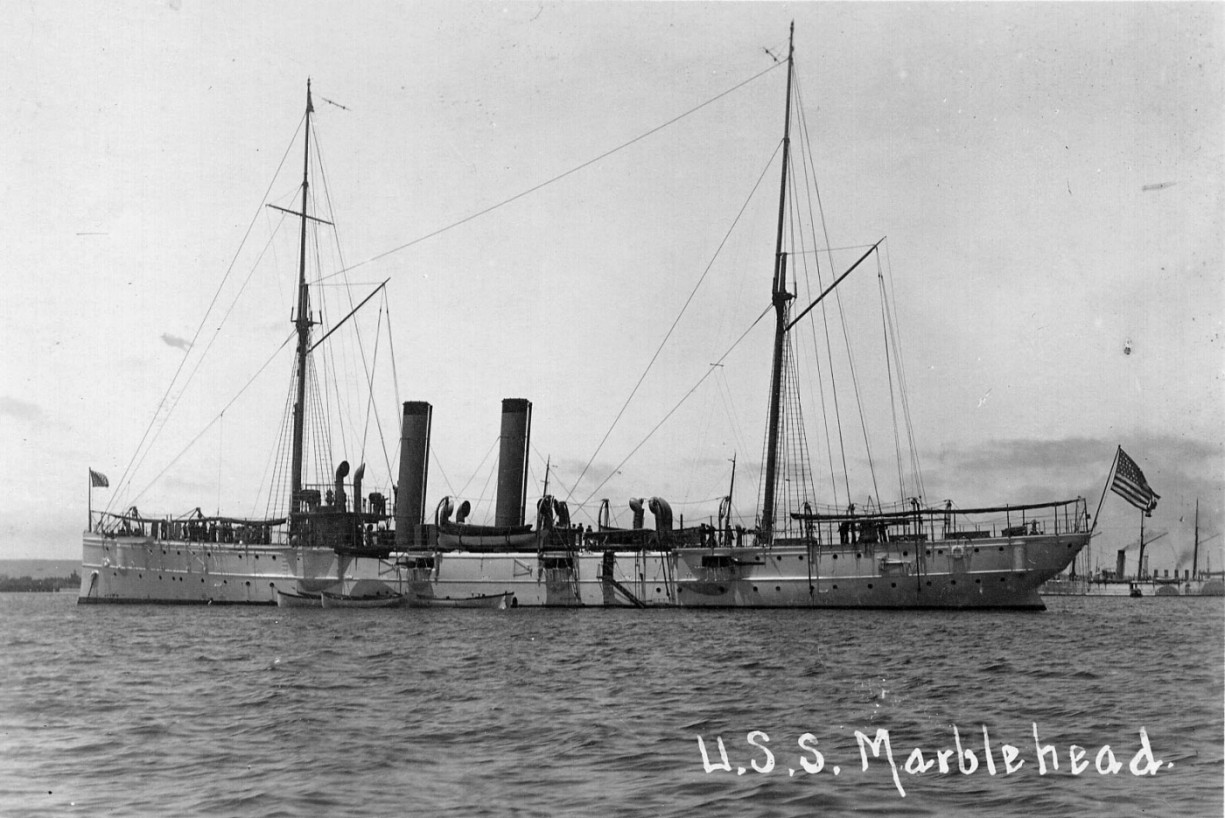
Le croiseur américain USS Marblehead.

Bien que les patrouilles américaines menées à bien en avril afin de capturer les navires marchands espagnols furent couvertes de succès, les navires de la marine espagnole évitaient les forces américaines et poursuivaient à ravitailler Cuba en vivres et en troupes. Quand les États-Unis découvrirent qu'il existait des câbles sous-marins qui permettaient au port de Cienfuegos de communiquer des informations vitales pour la coordination des forces navales espagnoles, ils envoyèrent les croiseurs USS Marblehead et USS Nashville pour couper ces communications.

## Combats
Le 11 mai 1898, une force composée de cinquante-deux Marines, tous volontaires, embarque à bord de deux canots de petite taille pour couper au moyen de haches et de scies, tandis que les deux croiseurs, accompagnés d'un navire armé, les couvrent de leur feu. Bien que les tirs des batteries d'artillerie côtière espagnoles aient été trop imprécis pour atteindre les embarcations, les tirs de fusils produisirent des trous dans les canots, et causèrent morts et blessés parmi l'équipage.
Après une grosse heure d'échange de tirs, deux câbles sont coupés. Les marines durent se replier sur une position plus sûre pour leurs canots. Le troisième et dernier câble, près de la côte, demeura intact à l'issue des combats.

## Anecdotes
Les cinquante-deux volontaires reçurent la Médaille d'Honneur pour leur « exemple de bravoure extraordinaire et pour leur indifférence face au feu ennemi ».